# UTC+09:30

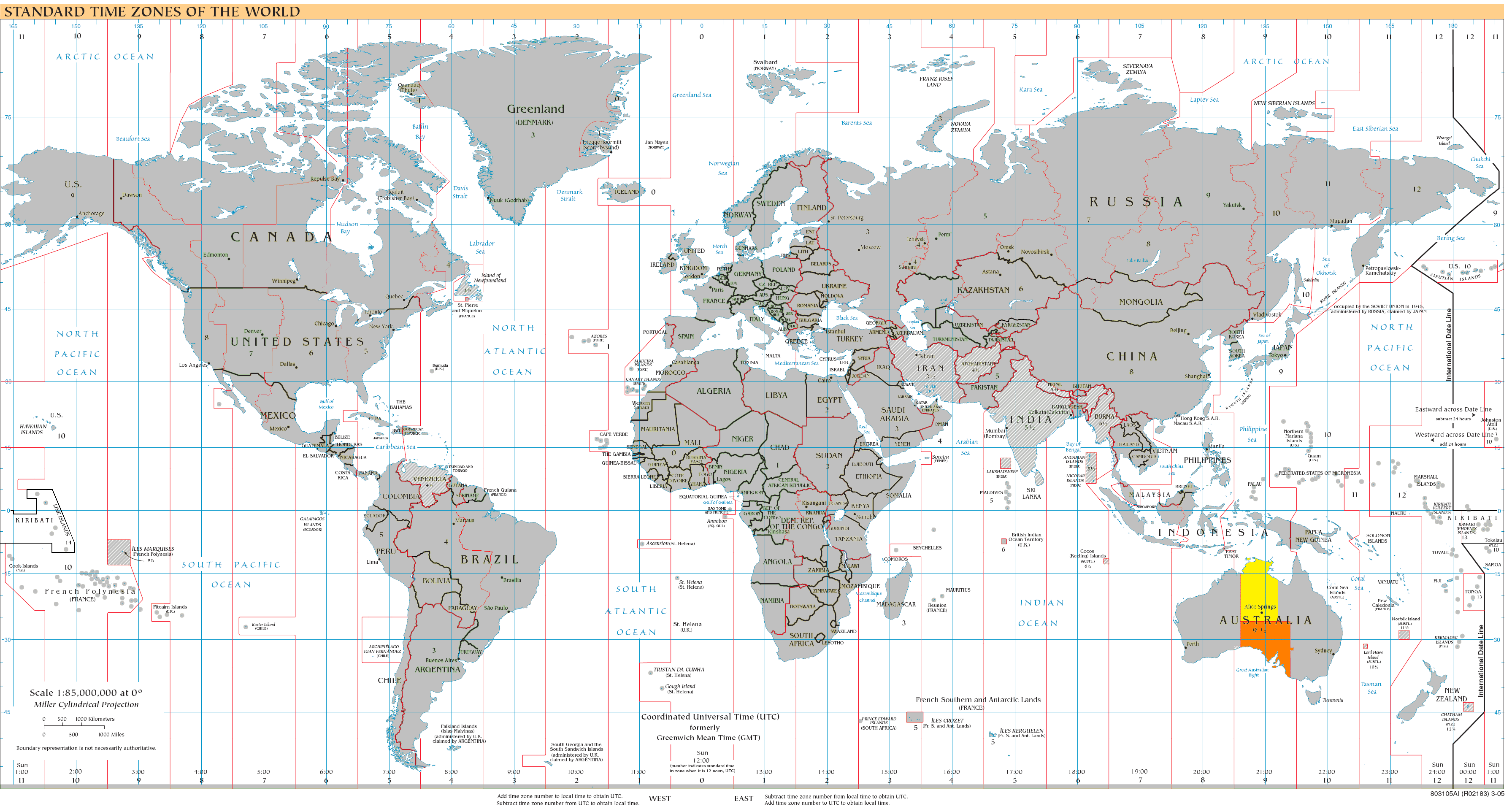
Mapa mundial de la zonas horarias a junio de 2008. Destacado UTC+9:30 en amarillo: UTC+9:30 Todo el año en naranja: UTC+9:30 Hemisferio sur invierno / verano norte.

UTC+09:30 es el noveno huso horario del planeta cuya ubicación geográfica se encuentra en el meridiano 142.5 este. Aquellos países que se rigen por este huso horario se encuentran 9 horas y 30 minutos por delante del meridiano de Greenwich.

## Hemisferio sur

### Países que se rigen por UTC+09:30 todo el año
| Abreviatura | Nombre completo                                                         | País                             |
| ----------- | ----------------------------------------------------------------------- | -------------------------------- |
| ACST        | Hora estándar del centro australiano (Australian Central Standard Time) | Australia - Territorio del Norte |

### Países que se rigen por UTC+09:30 en horario estándar
| Abreviatura | Nombre completo                                                         | País                                                                 |
| ----------- | ----------------------------------------------------------------------- | -------------------------------------------------------------------- |
| ACST        | Hora estándar del centro australiano (Australian Central Standard Time) | Australia - Nueva Gales del Sur - Broken Hill - Australia Meridional |